# Əhməd Cavad
Əhməd Cavad   (Aşağı Seyfəli, 5 de maig de 1892 - Bakú, 12 d'octubre de 1937), nom complet en àzeri Cavad Məhəmmədəli oğlu Axundzadə Javad Mahammadali oglu Akhundzade, sovint escrit Ahmed Javad o Ahmad Javad, fou un poeta azerbaidjanès, conegut habitualment per haver estat l'autor de la lletra de l'himne nacional de l'Azerbaidjan, utilitzat durant la República Democràtica de l'Azerbaidjan entre 1918 i 1920, i de nou des de 1991, i un altre poema anomenat Çırpınırdı Qara dəniz.

## Biografia

### Primers anys
Ahmed Javad va néixer el 5 de maig de 1892 al poble d'Aşağı Seyfəli, raion de Şəmkir, actualment a l'Azerbaidjan, però que llavors formava part de la gubèrnia d'Elizavétpol de l'Imperi Rus. Va rebre l'educació primària a casa, i va aprendre literatura turca, persa, àrab i oriental. Després de graduar-se l'any 1912 al seminari teològic de Gandja, va treballar com a professor i va participar en la vida literària i sociopolítica de la ciutat.
Durant la Guerres Balcàniques, va lluitar al costat de l'Imperi Otomà, com a part del "Destacament de Voluntaris del Caucàs". Com a membre de la Societat de Socors, va ajudar els orfes i els refugiats a Kars, Erzurum i altres ciutats.

### Activitat literària i cultural
El 1916 es va publicar un recull de poemes d'Ahmed Javad titulat Qoşmai el 1919 un altre titulat Dalga ("Ona"). Aquest període d'activitat d'Ahmed Javad, que va guanyar fama com a poeta de la independència, està associat a Mammed Amin Rasulzade. A proposta de Rasulzade, el poeta es va unir al partit Müsavat. El punt àlgid de l'obra del poeta s'associa a la República Democràtica de l'Azerbaidjan (RDA), en la lluita per la qual el poeta va participar activament. En el seu poema "Azerbaidjan, Azerbaidjan!" Ahmed Javad celebrava la proclamació de la república. Glorifica la bandera tricolor de l'Azerbaidjan al poema Azərbaycan bayrağına ("A la bandera de l'Azerbaidjan"). Després de la declaració de la RDA, el poeta va continuar ensenyant i ajudant el ministre de la nova república, Nəsib bəy Yusifbəyli, en la il·luminació de l'esfera cultural. Va participar activament en la creació de la Universitat de l'Azerbaidjan. En el poema Ey əskər ("O, soldat!") glorifica l'exèrcit turc, que va venir en ajuda del poble de l'Azerbaidjan el 1918.

### Associació "Bolígrafs verds"
Ahmet Javad era membre de l'associació Yaşıl qələmlər ("Bolígrafs verds") que va ser creada per diversos escriptors i editors. Va arribar a aplegar més de 100 escriptors i poetes i va estar activa durant el període de la RDA. Aquesta societat es va fundar sobre la base de la branca de Bakú del Türk Ocakları a Istanbul. Durant el nou govern, els membres de l'associació van treballar per desenvolupar la literatura i l'art azerbaidjanesos.

### Activitat pedagògica
Després de l'establiment de l'autoritat soviètica, Ahmad Javad va continuar la seva activitat educativa. El 1920 va ser director d'escola i professor de llengües russa i àzeri al poble de Khulug, raion de Qusar, però de 1920 a 1922 va ser el director de la branca d'educació pública del raion de Quba. Entre 1922 i 1927 va estudiar història i filologia a l'Institut Pedagògic de l'Azerbaidjan, i simultàniament va ensenyar a l'escola tècnica Nəriman Nərimanov. Entre 1924 i 1926 va ser el secretari principal de la Unió d'Escriptors Soviètics de l'Azerbaidjan. El 1925, Ahmad Javad va ser arrestat pel poema Göy göl ("Llac blau"). Tanmateix, els especialistes de Moscou familiaritzats amb Göy göl afirmaren que va ser escrit a un alt nivell. Per tant, com que no es va trobar cap error polític al poema, es van veure obligats a alliberar el poeta de la presó.
El 1930 es va traslladar a Gandja. De 1930 a 1933 va ser professor associat i director de la càtedra de llengua russa i àzeri a l'Institut Agrícola de Gandja. El 1933, Ahmad Javad va rebre el títol de professor. Després va dirigir el departament literari del Teatre Dramàtic de Gandja.
El 1934, Javad va tornar a Bakú, on va treballar com a editor del departament de traducció de l'editorial "Azərnəşr". Entre 1935 i 1936, va dirigir el departament de pel·lícules documentals de l'estudi de cinema Azerbaijanfilm.
A. Javad va traduir a l'àzeri obres dels escriptors i poetes russos A. S. Puixkin (El genet de bronze), M. Gorki (Infància) i la prosa d'I. Turguénev. També va traduir les obres d'alguns clàssics europeus: W. Shakespeare (Otel·lo), F. Rabelais (Gargantua i Pantagruel) i K. Hamsun (Fam).

### Arrest i mort
El març de 1937 fou guardonat amb el primer premi per la traducció del poema de Xota Rustaveli El cavaller a la pell de tigre. Però el 4 de juny del mateix any, el poeta va ser detingut al mateix temps que el seu mestre Hüseyn Cavid, el seu alumne. Mikayıl Müşfiq, i el seu compatriota Vəli Xuluflu. La investigació va començar el 5 de juny de 1937 i va acabar el 25 de setembre del mateix any.

El primer interrogatori d'Ahmet Javad va ser realitzat pel cap del IV Departament del Departament d'Investigació Criminal de l'Estat, Ağasəlim Atakişiyev, el 5 de juny de 1937. Al poeta se li feren preguntes sobre les seves activitats contrarevolucionàries, amb qui havia cooperat, sobre la seva pertinença al partit il·legal anomenat Müsavat, sobre la redacció de poemes contra el govern i les activitats nacionalistes. A. Javad, al seu torn, va declarar que era membre de Müsavat i que havia participat en la difusió del nacionalisme contrarevolucionari, però va abandonar aquesta feina després de la seva detenció el 1923. A. Javad va confirmar oficialment la seva participació a la Guerra dels Balcans el 20 de setembre de 1937, durant el tercer interrogatori. L'investigador de l'NKVD, que estava interessat en les seves relacions amb l'Iran i Turquia, va preguntar: "Has estat a l'estranger, quan, on?". En resposta a la pregunta, el poeta va dir:
| « | Sí, vaig estar a Turquia el 1912. Vaig anar-hi per ser voluntari a l'exèrcit turc a la guerra turco-balcànica. Vaig anar a Turquia amb un passaport persa que li vaig comprar a un grec que es dedicava a algun tipus de comerç de passaports a Batumi. İ.Axundzadə, Əli, İ.Əlizadə van anar amb mi per participar en l'exèrcit turc. Tots vam ser acceptats en el grup de voluntaris i vam participar en operacions militars contra els búlgars. A la tardor de 1913 vaig tornar a Rússia | » |

El 25 de setembre de 1937, Sinman, cap del quart departament de l'NKVD de l'RSS de l'Azerbaidjan, a l'escrit d'acusació preparat per P. Kleméntitx i aprovat per I. D. Sumbàtov, afirmava que la necessitat de processar Javad estava "justificada".
Així, la Sessió Mòbil del Col·legi Militar del Tribunal Suprem de l'URSS va acusar Javad d'haver violat els articles 69, 70 i 73 del Codi Penal de l'Azerbaidjan. El judici, que va començar el 12 d'octubre, va durar només 15 minuts, i el poeta va ser afusellat la nit del 12 al 13 d'octubre.
La seva dona, Şükriyyə Cavad, va ser exiliada a l'AlGIR del Kazakhstan durant 8 anys perquè era "familiar d'un traïdor a la pàtria".
El desembre de 1955, Javad va ser rehabilitat.

## Llegat
El 27 de maig de 1992, el parlament azerbaidjanès va aprovar la Llei "Sobre l'himne nacional de la República de l'Azerbaidjan", segons la qual s'adoptava la Marxa de l'Azerbaidjan d'Ahmed Javad, escrita per ell el 1919, com a himne nacional de l'Azerbaidjan (música de l'himne del compositor Üzeyir Hacıbəyov).